# Święck-Strumiany (gromada)
Święck-Strumiany (początkowo Święck Strumiany, bez łącznika) – dawna gromada, czyli najmniejsza jednostka podziału terytorialnego Polskiej Rzeczypospolitej Ludowej w latach 1954–1972.
Gromady, z gromadzkimi radami narodowymi (GRN) jako organami władzy najniższego stopnia na wsi, funkcjonowały od reformy reorganizującej administrację wiejską przeprowadzonej jesienią 1954 do momentu ich zniesienia z dniem 1 stycznia 1973, tym samym wypierając organizację gminną w latach 1954–1972.
Gromadę Święck Strumiany z siedzibą GRN w Święcku Strumianach utworzono – jako jedną z 8759 gromad – w powiecie wysokomazowieckim w woj. białostockim, na mocy uchwały nr 24/V WRN w Białymstoku z dnia 4 października 1954. W skład jednostki weszły obszary dotychczasowych gromad Święck Strumiany, Święck Wielki Kolonia, Święck Wielki, Kaczyn Stary, Kaczyn Herbasy i Wólka Goła ze zniesionej gminy Szepietowo w tymże powiecie. Dla gromady ustalono 10 członków gromadzkiej rady narodowej.
31 grudnia 1959 gromadę Święck-Strumiany zniesiono, włączając jej obszar do gromad Rosochate Kościelne (wsie Święck-Strumiany, Kaczyn Stary, Kaczyn-Herbasy, Wólka Goła (Wólka Mała) i Wólka Kosmata (Wólka Duża) oraz przyległy do wsi Święck-Strumiany obszar lasów państwowych N-ctwa Pietkowo o powierzchni 12,60 ha), Dąbrowa Wielka (wieś Święck Wielki) i Jabłonka Kościelna (wieś Święck Wielki-Kolonia (Święck-Nowiny)).